# Enheduanna
Enheduanna (sum. en.he2.du7.an.na, tłum. „Kapłanka odpowiednia dla niebios”; XXIV-XXIII wiek p.n.e.) – księżniczka akadyjska, córka króla Sargona Wielkiego, siostra króla Rimusza i być może jego następcy, Manisztusu, arcykapłanka boga Nanny w Ur, poetka tworząca w języku sumeryjskim. Znana z zachowanych utworów literackich i wzmianek o charakterze historycznym.

## Życiorys
Enheduanna została ustanowiona przez ojca wielką kapłanką świątyni boga księżyca Nanny w Ur, przyjęła wówczas swoje sumeryjskie imię, pod którym znana jest ze źródeł historycznych. Zamierzeniem Sargona było stworzenie wspólnoty kulturalnej Akadyjczyków ze zdominowanymi przez nich politycznie i militarnie Sumerami, przewyższającymi ich pod względem kulturowym. Władca zamierzał również powiązać z hierarchią sumeryjską swoją rodzinę, nadając jej w ten sposób sankcję religijną. Chcąc osiągnąć ten cel, doprowadził do wyniesienia swojej córki do godności arcykapłańskiej w Ur, jednej z najwyższych funkcji religijnych Sumeru. Zapoczątkował w ten sposób tradycję podtrzymaną w następnych pokoleniach przez jego wnuka Naram-Sina, która przetrwała kolejne państwa starożytnej Mezopotamii i kontynuowana była aż do upadku Babilonii za panowania króla Nabonida.

## Twórczość
Enheduanna była również poetką, pierwszym znanym z imienia twórcą literatury w dziejach świata. Jako córka władcy i arcykapłanka zdobyła odpowiednie do swej pozycji wykształcenie, poznała język, religię i literaturę sumeryjską, co umożliwiało jej realizację przyjętych zamierzeń literackich. Wykorzystując prawdopodobnie dostęp do archiwów świątynnych, jaki miała, sprawując wysoką godność religijną, dokonała podczas swojego pontyfikatu kompilacji 42 hymnów ku czci świątyń Sumeru, przyczyniając się w ten sposób do ich rozpowszechnienia pośród akadyjskich elit intelektualnych. Dokonując adaptacji, nadała wierszom charakter zwartego, jednolitego cyklu poetyckiego. Enheduanna jest prawdopodobnie bezpośrednią autorką wykazujących stylistyczne podobieństwo refrenów wszystkich adaptowanych hymnów. Ponadto stworzyła kilka innych utworów literackich (modlitwa i hymn ku czci Inany).

### Tłumaczenia
Twórczość Enheduanny była tłumaczona na język polski. Spośród hymnów ku czci świątyń dokonano tłumaczenia 11 utworów. Autorką przekładu jest Krystyna Szarzyńska. Zachowano oryginalną numerację utworów. 
- I. Hymn do świątyni E-engura boga Enki w Eridug
- II. Hymn do świątyni E-kur boga Enlila w Nibru
- VII. Hymn do świątyni bogini Ninhursangi w Kesz
- VIII. Hymn do świątyni E-kisznugal boga Nanny-Suena w Uri
- XIII. Hymn do świątyni E-babbar boga Utu w Larsam
- XVI. Hymn do świątyni E-ana bogini Inany w Unug
- XX. Hymn do świątyni E-ninnu boga Ningirsu w Girsu
- XXII. Hymn do świątyni bogini Nansze w Sirara
- XXV. Hymn do świątyni boga Szary w Ummie
- XXXV. Hymn do świątyni boga Zababy w Kisz
- LXII. Hymn do świątyni bogini Nidaby w Eresz